# Morion olympicus
Morion (Neomorion) olympicus – gatunek chrząszcza z rodziny biegaczowatych, podrodziny Pterostichinae i plemienia Zabrini.
Gatunek ten opisany został w 1843 roku przez Ludwiga Redtenbachera jako Morio olympicus.
Chrząszcz palearktyczny. Wykazany został z Grecji, Cyklad, Cypru, Turcji, Azerbejdżanu, Gruzji, Armenii, Iraku, Iranu, w tym ostanu  Mazandaran oraz Rosji. Według Kriżanowskiego i innych w rejonie Rosji zasiedla Kaukaz Większy i Kaukaz Mniejszy.